# Ptochophyle anthocroca
Ptochophyle anthocroca är en fjärilsart som beskrevs av Louis Beethoven Prout 1925. Ptochophyle anthocroca ingår i släktet Ptochophyle och familjen mätare. Inga underarter finns listade.